# Randy Lerner
Randolph D. Lerner (Brooklyn, 21 febbraio 1962) è un imprenditore statunitense.

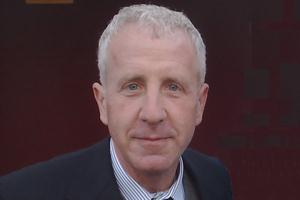
Randy Lerner

Attualmente, è il proprietario della società calcistica Aston Villa dall'ottobre 2002 e dei Cleveland Browns (dal 2006), una squadra della NFL dell'Ohio. Secondo la rivista Forbes, ha un patrimonio stimato in 1,5 miliardi di dollari (2008).

## Biografia
Durante la sua permanenza a Cambridge Lerner seguiva il calcio inglese: era interessato soprattutto a tre squadre: Arsenal, Fulham e Aston Villa.  Si è laureato nella Columbia Law School ed è un membro del New York e Distretto di Columbia Bar Associations. Prima di entrare nel mondo degli affari, ha lavorato come avvocato a New York. 
Ha una moglie di nome Lara e tre figli.